# Локалитет Шуљам
Локалитет Шуљам је локалитет у режиму заштите I степена, површине 15,63ha, у јужном делу НП Фрушка гора.
Налази се у ГЈ 3807 Шуљамачка главица-Краљевац, одељење 48, одсеци ц, д, е, ф и г. Заступљене су шуме китњака, букве и китњака, те брдска шума букве, значајне за очување орнитофауне и флористичке разноврсности.